# Список дипломатических миссий Доминиканской Республики

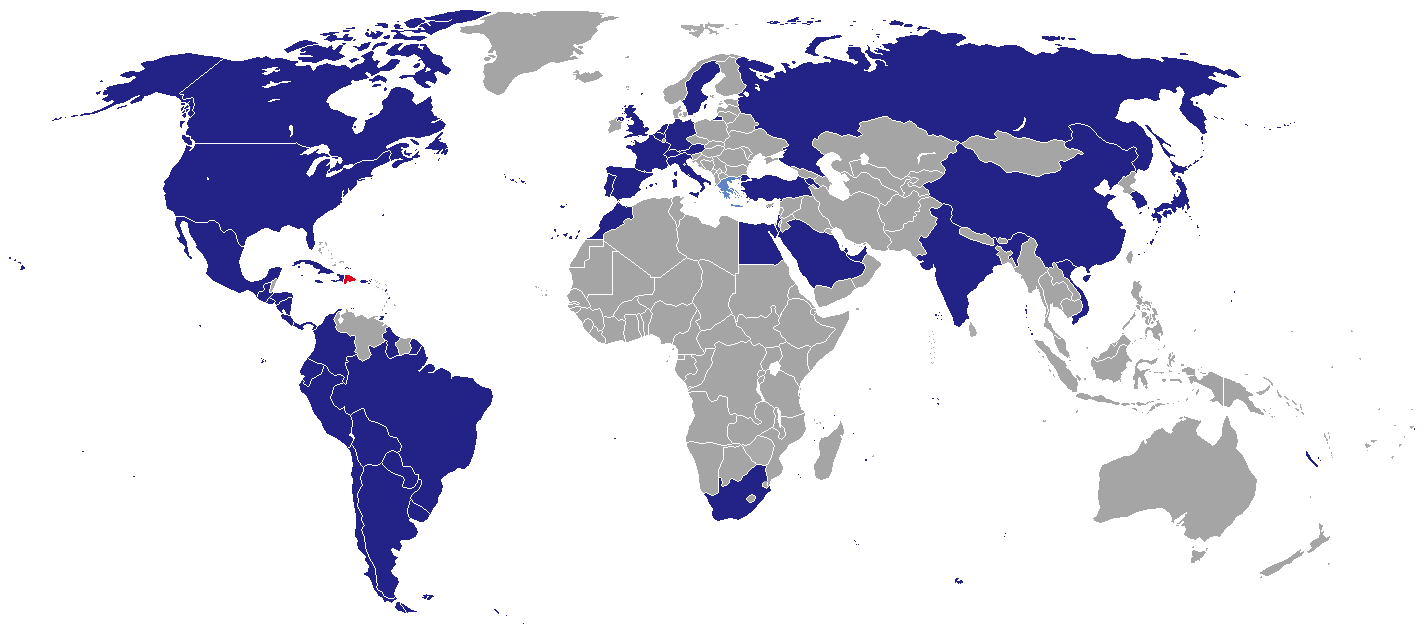

 Список дипломатических миссий Доминиканской Республики — Доминиканская Республика обладает широкой сетью дипломатических представительств прежде всего в странах Америки.

## Европа
- Австрия, Вена (посольство)
- Бельгия, Брюссель (посольство)
  - Антверпен (генеральное консульство)
- Дания, Копенгаген (посольство)
- Франция, Париж (посольство)
  - Марсель (генеральное консульство)
- Германия, Берлин (посольство)
  - Гамбург (генеральное консульство)
- Афины (генеральное консульство)
- Ватикан (посольство)
- Италия, Рим (посольство)
  - Генуя (генеральное консульство)
  - Милан (генеральное консульство)
- Нидерланды, Гаага (посольство)
  - Амстердам (генеральное консульство)
- Россия, Москва (посольство)
- Испания, Мадрид (посольство)
  - Барселона (генеральное консульство)
  - Севилья (генеральное консульство)
  - Валенсия (консульство)
- Швейцария, Берн (Embassy)
  - Цюрих (генеральное консульство)
- Швеция, Стокгольм (посольство)
- Великобритания, Лондон (посольство)

## Северная Америка
- Канада, Оттава (посольство)
  - Монреаль (генеральное консульство)
  - Торонто (генеральное консульство)
- Коста-Рика, Сан-Хосе (посольство)
- Куба, Гавана (посольство)
- Нидерландские Антилы, Виллемстад (генеральное консульство)
  - Синт-Маартен, (генеральное консульство)
- Сальвадор, Сан-Сальвадор (посольство)
- Гватемала, Гватемала (посольство)
- Гондурас, Тегусигальпа (посольство)
- Гаити, Порт-о-Пренс (посольство)
  - Анс-а-Питр (генеральное консульство)
  - Хуана-Мендес (генеральное консульство)
  - Белладер (консульство)
- Ямайка, Кингстон (посольство)
- Мексика, Мехико (посольство)
- Никарагуа, Манагуа (посольство)
- Панама, Панама (посольство)
- США, Вашингтон (посольство)
  - Лос-Анджелес (генеральное консульство)
  - Бостон (генеральное консульство)
  - Чикаго (генеральное консульство)
  - Майями (генеральное консульство)
  - Нью-Йорк (генеральное консульство)
  - Новый Орлеан (генеральное консульство)
  - Сан-Франциско (генеральное консульство)
  -  Пуэрто-Рико, Сан-Хуан (генеральное консульство)
  - Маягуэс (генеральное консульство)
- Тринидад и Тобаго, Порт-оф-Спейн (посольство)

## Южная Америка
- Аргентина, Буэнос-Айрес (посольство)
- Бразилия, Бразилиа (посольство)
  - Рио-де-Жанейро (генеральное консульство)
  - Сан-Паулу (генеральное консульство)
- Чили, Сантьяго (посольство)
- Колумбия, Богота (посольство)
- Эквадор, Кито (посольство)
- Перу, Лима (посольство)
- Венесуэла, Каракас (посольство)

## Африка
- Египет, Каир (посольство)
- Марокко, Рабат (посольство)
- ЮАР, Претория (посольство)

## Азия
- Индия, Нью-Дели (посольство)
- Иран, Тегеран (посольство)
- Израиль, Тель-Авив (посольство)
- Япония, Токио (посольство)
- Тайвань, Тайбэй (посольство)
- Южная Корея, Сеул (посольство)
- Катар, Доха (посольство)
- ОАЭ, Абу-Даби (посольство)

## Международные организации
- Брюссель (постоянная миссия при ЕС)
- Женева (постоянная миссия при ООН)
- Нью-Йорк (постоянная миссия при ООН)
- Вашингтон (постоянная миссия при ОАГ)
  - Париж (постоянная миссия при ЮНЕСКО)
  - Рим (постоянная миссия при ФАО)
  - Вена (постоянная миссия при учреждениях ООН)